# Carly Colón

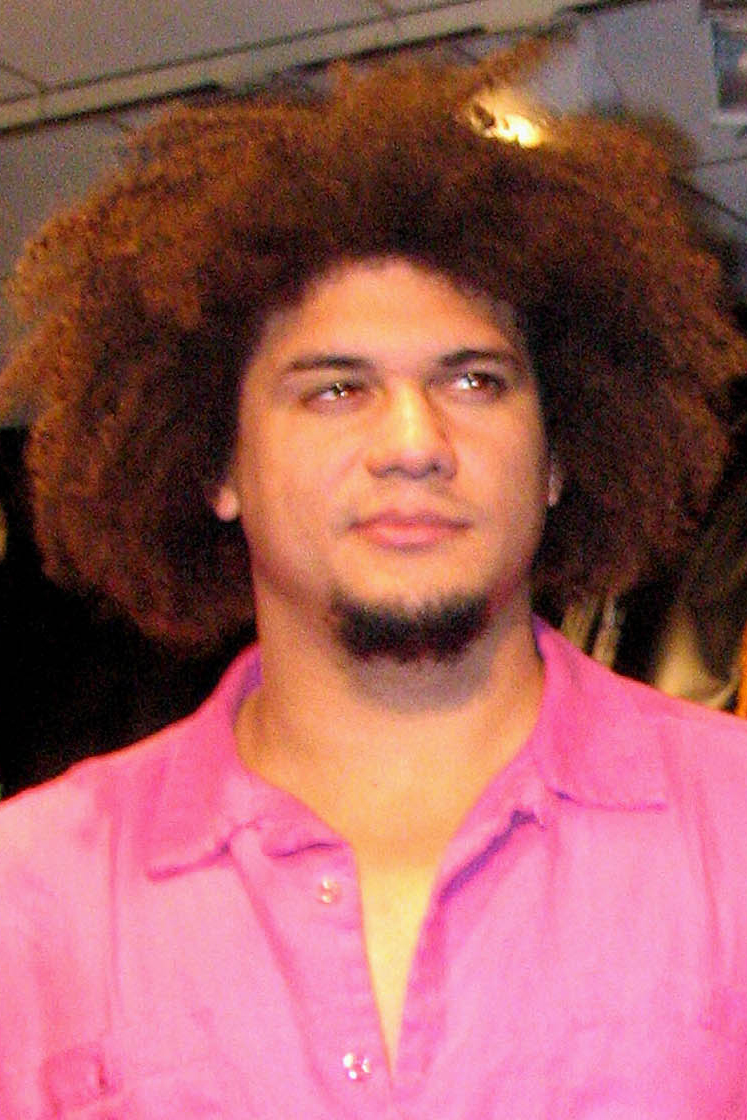
Carlito

Carlos "Carly" Colón, Jr. (n. 21 februarie 1979) este un wrestler portorican, mai cunoscut sub numele de ring Carlito'. A activat în promoția WWE și ocazional în World Wrestling Council, unde a câștigat de 10 ori titlul de WWC Universal Heavyweight Champion. Mai este cunoscut sub numele "Traficantul de mere".
Manevra lui preferată se numește Shooting Backstabber. În cariera sa a câștigat centura intercontinentală și cea a Statelor Unite.
Carlito face echipă cu Primo, fratele lui, din anul 2009.

## Titluri în WWE
- WWE United States Championship (1 dată)
- WWE Intercontinental Championship (1 dată)
- WWE Tag Team Championship (1 dată) cu Primo
- WWE World Tag Team Championship (1 dată) cu Primo